# Sumporna bojila
Sumporna bojila su dvokomponentna bojila za bojanje pamuka u tamne boje. Sumporna bojila prevode se redukcijom u topljiv oblik, vežu se na celulozna vlakna i zatim oksidacijom ponovno postaju netopljiva. Sumporna bojila se prevode u oblik topljiv u vodi djelovanjem otopine natrijeva sulfida, koji reducira sulfidni sumpor u merkaptanski, pa u prisutnosti alkalija nastaju u vodi topljive natrijeve soli merkaptana (tioli). Zbog alkalne reakcije ovako nastalih otopina upotrebljavaju se sumporna bojila isključivo za bojenje biljnih vlakana u tamnim nijansama. 

## Objašnjenje
Sumporna bojila su u vodi netopljivi amorfni produkti koji se po pravilu pripremaju grijanjem određenih organskih intermedijara (kao na primjer p-aminofenola, dinitrofenola, 2,4-dinitroklorbenzena, derivata difenilamina i tako dalje) s čistim sumporom i natrijevim sulfidom u alkalnim otopinama na 150 do 200 ˚C, odnosno kuhanjem alkoholnih otopina tih intermedijara s natrijevim sulfidom, natrijevim hidrosulfitom ili drugim reduktivnim agensima. Na svojstva dobivenog bojila bitno utječu uvjeti pri provedbi reakcije (temperatura, tlak, koncentracija, trajanje). Sumporna se bojila otapaju u vodi samo uz dodatak natrijeva sulfida. Pri tome dolazi do redukcije u leukospojeve, koji su obojeni drukčije nego bojilo iz kojeg nastaju, u prisutnosti slobodnih alkalija daju koloidne otopine u vodi, na povišenoj temperaturi vežu se u prisutnosti soli (kuhinjske soli, Glauberove soli) na celulozna vlakna supstantivno (samostalno). Nakon ispiranja vlakna u vodi, zakiseljavanja i oksidacije na zraku ili oksidansima, leukospojevi prelaze na vlaknu u polazna bojila koja daju obojenja dobrih postojanosti, naročito prema mokrom obrađivanju (vodi i pranju), a neka i na svjetlosti. Ne zadovoljavaju njihove postojanosti prema kloru i mokrom trljanju. Zbog jeftinoće, jednostavne upotrebe i postojanosti u pranju mnogo se upotrebljavaju za bojanje celuloznih vlakana. U posljednje vrijeme njihova upotreba sve više opada na račun reduktivnih bojila. Proizvodi se i upotrebljava u većim količinama svega 15 do 20 tržnih proizvoda iz ove grupe, uglavnom crnih, modrih i smeđih bojila. Nedostaju u ovoj grupi izrazito crvena bojila. Postignuta obojenja zaostaju u briljantnosti za obojenjima postignutim drugim grupama bojila.
Konstitucija molekula sumpornih bojila vrlo je složena i nije još točno utvrđena. Ne mogu se ni laboratorijskim metodama dobiti u obliku čistih, kristalnih spojeva. Tehnički su proizvodi redovito smjese nekoliko različitih kemijskih spojeva, čija svojstva i količinski odnosi u velikoj mjeri zavise od uvjeta pripreme. Strukturni elementi molekula sumpornih bojila su heterociklički sistemi koji u prstenu sadrže atom sumpora. Modra, zelena i crna bojila sadrže tiazinske prstene, žuta, narančasta i smeđa imaju u sastavu molekule tiazolski prsten.
No sumpor je vezan u sumpornim bojilima i izvan cikličkih sistema kao sulfidni (—S—), merkaptanski (—SH), disulfidni (—S—S—), polisulfidni [(—S—)w], sulfoksidni ( > S = O) ili disulfoksidni (0 = S—S = 0) sumpor. Ove se grupacije obično nalaze u ortopoložaju prema amino- i hidroksigrupama sadržanima u izlaznim sirovinama.
Crvena i bordeaux sumporna bojila koja nastaju iz azinskih bojila djelovanjem sumpora vjerojatno sadrže sumpor vezan samo izvan prstena, a ishodni azinski prsteni ostaju očuvani. Pri redukciji u leukospojeve prelaze kinoidne grupacije u reducirane oblike, a sulfidne, polisulfidne i sulfoksidne grupe prelaze u sulfhidrilne, zbog čega nastaju u vodi topljive natrijeve soli (—SNa).
Najvažnije je bojilo ove grupe sumporno crno bojilo ili sumporno crnilo (njem. Immedialschwarz T, C.I. 53185) koje se dobiva grijanjem l-klor-2,4-dinitrobenzena s otopinom natrijeva polisulfida na 110 do 120 °C. Ovog se bojila proizvodi na desetke tisuća tona godišnje jer se zbog iznimne jeftinoće mnogo upotrebljava, naročito za jeftine artikle i u industrijski nerazvijenim zemljama. Promet modrim sumpornim bojilima je za otprilike 6 do 7 puta manji nego crnima, a tipičan im je predstavnik Immedialdirektblau RL, C.I. 53235, koji se proizvodi zagrijavanjem p-(2,4-dinitranilino)-fenola s natrijevim polisulfidom. Nešto manje nego modrih upotrebljava se maslinastih i smeđih bojila, kao što je npr. Immedialbraun BR, C.I. 53270, koji nastaje taljenjem smjese 1,5-dinitronaftalina i sirovog krezola s natrijevim polisulfidom u prisutnosti bakarnih soli. Svih ostalih bojila zajedno proizvodi se otprilike u istoj količini kao modrih ili smeđih. Jedno od važnijih među njima je Immedialgelb GGF, C.I. 53160, a proizvodi se grijanjem smjese 2-p-aminofenil-6-metilbenzotiazola, benzidina i sumpora na 190 do 220°C. Crvena, škrletna i ljubičasta sumporna bojila daju većinom mutna obojenja koja vuku na smeđe. Jasno zelena bojila su rijetka, osim sumpornih derivata ftalocijanina koji su u posljednje vrijeme došli na tržište.